# هری ادن
هری ادن (انگلیسی: Harry Eden؛ زادهٔ ۱ مارس ۱۹۹۰) یک هنرپیشه اهل بریتانیا است.
از فیلم‌ها یا برنامه‌های تلویزیونی که وی در آن نقش داشته است می‌توان به الیور توئیست، فرزند لازاروس و پیتر پن اشاره کرد.